# Rutelinae
Sous-famille
Les Rutelinae sont une sous-famille d'insectes coléoptères scarabéidés qui contient plus de 4 400 espèces.

## Dénomination
La sous-famille a été décrite par l'entomologiste britannique Alexander Macleay en 1819 sous le nom de Rutelinae.

## Taxinomie
Liste des tribus :
- Adoretini
- Anatistini
- Anoplognathini
- Alvarengiini
- Anomalini
- Geniatini
- Rutelini MacLeay, 1819